# Винарско
Винàрско е село в Югоизточна България, община Камено, област Бургас.

## География
Село Винарско се намира на около 25 km запад-северозападно от центъра на областния град Бургас, около 9 km запад-северозападно от общинския център град Камено и около 12 km юг-югозападно от град Айтос. Разположено е в Бургаската низина, между две разклонения на ляв приток на Чукарска река (Чакърлийска река, Чакърлийка), в началото на разклоненията. Надморската височина в центъра на селото е около 162 m, в северния му край нараства до около 175 m, а в южния намалява до около 130 m.
На около километър южно от Винарско минава автомагистрала „Тракия“, с която селото няма непосредствена пътна връзка. Северозападно от Винарско минава третокласният републикански път III-539, водещ на юг през селата Трояново, Русокастро и Дюлево към град Средец, а на север през село Караново към Айтос. Включващият се в него северно от Винарско третокласен републикански път III-5392, който минава на юг през селото като негова главна улица, води през село Кръстина до град Камено.
Землището на село Винарско граничи със землищата на: село Караново на север; село Малка поляна на североизток; град Българово на изток; село Кръстина на изток; село Трояново на югозапад; село Вратица на запад.
В землището на село Винарско има 9 микроязовира.

## История
След Руско-турската война 1877 – 1878 г., по Берлинския договор 1878 г. селото остава в Източна Румелия; присъединено е към България след Съединението през 1885 г.
Селото със заварено при Съединението име Буюклий, под което фигурира и при преброяването през 1926 г., при преброяването през 1934 г. е посочено като „Винарско (Буюклии)“.

## Население
Населението на село Винарско наброява 1036 души при преброяването към 1934 г. и 1172 към 1975 г., намалява до 415 (по текущата демографска статистика за населението) към 2020 г.

### Етнически състав
Преброяване на населението през 2011 г.
Численост и дял на етническите групи според преброяването на населението през 2011 г.:
|                     | Численост |
| Общо                | 480       |
| Българи             | 430       |
| Турци               | -         |
| Цигани              | -         |
| Други               | 40        |
| Не се самоопределят | -         |
| Неотговорили        | 4         |

## Обществени институции
Село Винарско към 2024 г. е център на кметство Винарско.
В село Винарско към 2024 г. има:
- читалище „Искра“;[9]
- клуб на песнионера;[10]
- православна църква „Св. Георги Победоносец“;[11]
- здравна служба.[12]

## Културни и природни забележителности
- Калето

## Личности
- Делчо Пенев (р. 1948), български строител и политик от БКП

## Редовни събития
На 6 май е официален празник на с. Винарско.